# 勝部賢志
勝部 賢志（かつべ けんじ、1959年9月6日 - ）は、日本の政治家。立憲民主党所属の参議院議員（2期）、参議院文教科学委員長、同党副幹事長。
参議院懲罰委員長、北海道議会副議長（第33代）、北海道議会議員（4期）などを歴任。愛称は「カツケン」。

## 来歴
1959年、北海道千歳市出身。江別市在住。石狩町立花川中学校、北海道札幌北陵高等学校、北海道教育大学札幌分校を卒業後、1984年より江別市の大麻東小をはじめ、千歳市、旧厚田村などの小学校教員として19年間勤務。その間、北海道教職員組合の役員も務めた。
旧厚田村では生徒の数の少なさ故に行き届いた教育を行えることを実感。その後、道議会や国会で少人数学級の実現に向けて奔走するきっかけとなった。

### 北海道議会議員
2003年の第15回統一地方選挙にて北海道議会議員（江別市選出）に立候補し初当選。2014年12月の第47回衆議院議員総選挙に北海道5区から民主党公認で立候補するも落選。翌年、道議に復帰した。2017年、第33代北海道議会副議長に就任。2018年3月6日に立憲民主党に入党。

### 参議院議員
2018年8月21日、立憲民主党は翌年の参院選北海道選挙区への勝部の擁立を決定。2019年の第25回参議院議員通常選挙で北海道選挙区から立憲民主党公認で出馬し、初当選。2020年9月15日、旧立憲民主党、旧国民民主党などが合流し、新「立憲民主党」が結成され、勝部も新党に参加。2021年10月31日の第49回衆議院議員総選挙で立憲民主党は議席を「109」から「96」に減らし、11月2日、枝野幸男代表が引責辞任。枝野の辞任に伴う代表選挙（11月30日投開票）では逢坂誠二の推薦人に名を連ねた。
2024年6月18日、翌年7月の参院選の北海道選挙区公認候補として擁立することが発表された。同年9月23日に実施された代表選挙では枝野幸男の推薦人に名を連ねた。同年11月11日、参議院懲罰委員長に就任。
2025年7月20日の第27回参議院議員通常選挙で2回目の当選を果たした。同年8月1日、参議院文教科学委員長に就任。

## エピソード
- 2019年の12月4日、日米貿易協定の承認に立憲民主党は反対することを決めていたものの、投票ボタンの押し間違えにより誤って賛成票を投じてしまった[14]。なお、押しボタン式投票での押し間違えはこれまでも何度か発生しており、1998年に押しボタン式が採用されて以来、本件を含めて5回発生している[要出典]。
- 大学生の頃は配管工のアルバイトをしていた[15]。
- 北海道日本ハムファイターズ所属の伏見虎威選手は幼いころ、近所に住んでいた勝部とよくキャッチボールをしていた。こうした経緯もあって勝部は伏見選手を応援している[16]。

## 所属団体・議員連盟
- 日本民主教育政治連盟
- 税理士制度推進議員連盟
- 生活衛生業振興議員連盟
- 北海道商工連盟
- 北海道日本ロシア協会
- 北海道技能士会
- 北方領土復帰期成同盟
- 江別パークゴルフ協会
- 江別市軟式野球連盟
- 江別バレーボール協会

## 選挙歴
| 当落 | 選挙                     | 執行日         | 年齢 | 選挙区       | 政党         | 得票数     | 得票率  | 定数 | 得票順位 /候補者数 | 政党内比例順位 /政党当選者数 |
| ---- | ------------------------ | -------------- | ---- | ------------ | ------------ | ---------- | ------- | ---- | ------------------ | ---------------------------- |
| 当   | 2003年北海道議会議員選挙 | 2003年4月13日  | 43   | 江別市選挙区 | 無所属       | 2万388票   | 37.18%  | 2    | 2/3                | /                            |
| 当   | 2007年北海道議会議員選挙 | 2007年4月8日   | 47   | 江別市選挙区 | 民主党       | ーー票     | ーー    | 2    | /                  | /                            |
| 当   | 2011年北海道議会議員選挙 | 2011年4月10日  | 51   | 江別市選挙区 | 民主党       | ーー票     | ーー    | 2    | /                  | /                            |
| 落   | 第47回衆議院議員総選挙   | 2014年12月14日 | 55   | 北海道第5区  | 民主党       | 9万4975票  | 36.83%  | 1    | 2/3                | 6/2                          |
| 当   | 2015年北海道議会議員選挙 | 2015年4月12日  | 55   | 江別市選挙区 | 民主党       | ーー票     | ーー    | 2    | /                  | /                            |
| 当   | 第25回参議院議員通常選挙 | 2019年07月21日 | 59   | 北海道選挙区 | 旧立憲民主党 | 52万3737票 | 523,737 | 3    | 2/9                | /                            |
| 当   | 第27回参議院議員通常選挙 | 2025年07月20日 | 65   | 北海道選挙区 | 立憲民主党   | 50万1081票 | 19.73%  | 3    | 2/12               | /                            |